# Heinz Bigler
Heinz Bigler (Berna, 21 de dezembro de 1925 - 20 de junho de 2002) foi um futebolista e treinador suíço que atuava como meia.

## Carreira
Heinz Bigler fez parte do elenco da Seleção Suíça de Futebol, na Copa do Mundo de 1954, em casa na Suíça.